# Aristeguietia
Aristeguietia là một chi thực vật có hoa trong họ Cúc (Asteraceae).

## Loài
Chi Aristeguietia gồm các loài: